# It's Possible
It's Possible è un singolo del duo pop svedese Roxette, pubblicato nel 2012 ed estratto dall'album Travelling.

## Tracce
- Download digitale[1]

1. It's Possible (Version One) [Radio Edit] – 2:34

- CD[2]

1. It's Possible (Version One) [Radio Edit] – 2:34
2. It's Possible (Tits & Ass Demo July 26, 2011) - 2:33

## Formazione
- Per Gessle
- Marie Fredriksson